# Windtalkopf
Der Windtalkopf ist ein 2633 m ü. A. hoher Berg in den westlichen Hohen Tauern in den östlichen Zillertaler Alpen unweit der Grenze zwischen Salzburg und Tirol. Unmittelbar nordöstlich des Gipfels befindet sich der Graukarkopf, südöstlich – durch die Breitscharte (2496 m) getrennt – der Windbachkarkopf.

## Routen
Der Gipfel ist unmarkiert von der Richterhütte oder dem Krimmler Tauernhaus erreichbar.